# 小田島建夫
小田島 建夫（おだしま たてお、1946年2月4日 - ）は、元栃木放送（CRT）のアナウンサー。

## 来歴
岩手県北上市出身で國學院大學文学部史学科日本史専攻卒業。血液型O型。家族は妻、一女二男。
高橋圭三が自分の地元の隣の花巻市出身、同じ大学・学部の先輩に山川静夫がいたことにも触発されて、放送界を目指すようになった。大学卒業後、1968年4月入社。
栃木放送アナウンサー時代には、30年続いた同局の洋楽ランキング番組「西武ポップスベスト10」を担当していた。
栃木放送退社後は「宇都宮アナウンスアカデミー（UAA）」を設立し、自ら講師としてアナウンスや朗読のプロフェッショナル育成・指導を行なっている。また、雑誌｢Fooga｣等の連載・エッセイ執筆、歴史･政治～話し方まで多岐に渡るテーマの講演等、各方面で活動している。
Radio Berry(FM栃木)で『Time Goes By~POPS FOREVER』を担当中。

## 担当していた番組
- 西武ポップスベスト10（1968年? - 1998年4月4日）[1]
- オールディーズヒットパレード[1]
- POP ON SUNDAY
- サンデーミュージック
- おはようCRT今朝も元気で
- 奥様サロン[1]
- しろくじワイド
- オープンスタジオ1062
- CRTワイドステーション
- CRTミュージックパラダイス
- ニュースロータリー

他、多数

## 担当中の番組
- POPS FOREVER （CRT栃木放送）
  - 毎週木曜日 11:05〜『ビタミンとちぎ』内コーナー　( http://www.crt-radio.co.jp/programinfo/88 )

## 近年担当していた番組
- Time Goes By~POPS FOREVER （Radio Berry(FM栃木)）
  - 毎週金曜日 夜8時〜　( https://www.berry.co.jp/timegoesby/ )